# Howard Stupp
Howard Michael Stupp (ur. 3 maja 1955 w Montrealu) – kanadyjski zapaśnik walczący w stylu klasycznym. Olimpijczyk z Montrealu 1976, gdzie odpadł w eliminacjach w kategorii 62 kg.
Złoty medalista igrzyskach panamerykańskich w 1975 i 1979. 
Zawodnik Uniwersytetu McGilla, absolwent wydziału prawa.